# Francisco de Pisa
Francisco de Pisa (Toledo, 12 de agosto de 1534-Ibidem, 3 de diciembre de 1616) fue un historiador español.

## Biografía
Fue doctor en Derecho canónico y catedrático de Sagrada Escritura en el Colegio de Santa Catalina y deán de las Facultades de Teología y Artes Liberales de la Real Universidad de Toledo, así como capellán mayor de la capilla mozárabe de la catedral de Toledo. 
Siendo capellán del Corpus Christi se publicó en Toledo, en 1593, su trabajo titulado Declaración del Officio Diuino Góthico o Muzárabe, de su antigüedad y autoridad y del orden deste rezado en general, compuesta por el doctor..., capellán de la Capilla del Corpus Christi Muzárabe en la Santa Iglesia de Toledo, reeditado en 2010 por Juan José Antequera Luengo, con las anotaciones que le hizo Carbonero y Sol en 1873.
Pisa escribió y mandó imprimir una Descripción de la Imperial Ciudad de Toledo (1605) fundada en la Relación de algunas cosas que pasaron en estos reinos desde que murió la reina católica doña Isabel, hasta que se acabaron las comunidades en la ciudad de Toledo de Pedro de Alcocer. La perspectiva de esta obra es muy amplia y añade, por ejemplo, la vida de los arzobispos de esta ciudad. Es particularmente extensa la biografía del cardenal Cisneros y la obra se completa con una historia de Santa Leocadia de Toledo. Trata también de los restos romanos y visigodos, de las calles y plazas, y su historia concluye en 1601. 
Pisa fue un gran amigo de El Greco y le sirvió de modelo en algunos de sus cuadros, según algunos autores. Además, posó al menos para dos retratos: Retrato de Francisco de Pisa, ahora en el Museo Kimbell de Fort Worth, y en otro Retrato de Francisco de Pisa, una miniatura sobre naipe adquirida en fecha reciente para la Colección Abelló.

## Obras
- Descripción de la Imperial Ciudad de Toledo, i Historia de sus antigüedades, i grandeza, i cosas memorables; los Reies que la an señoreado, o gobernado, i sus Arçobispos más celebrados. Primera Parte repartida en cinco libros. Con la historia de Sancta Leocadia. Toledo: Pedro Rodríguez, 1605; 2.ª ed. Toledo: Diego Rodríguez, 1617. http://bdh.bne.es/bnesearch/detalle/bdh0000069277